# Койлицький сільський округ
Койли́цький сільський округ (каз. Қойлық ауылдық округі, рос. Койлык сельский округ) — адміністративна одиниця у складі Саркандського району Жетисуської області Казахстану. Адміністративний центр — село Койлик.
Населення — 2641 особа (2021; 3257 у 2009, 3501 у 1999, 4247 у 1989).
Станом на 1989 рік існувала Антоновська сільська рада (село Антоновка).